# RealPlayer
RealPlayer é um tocador de mídia de código fechado desenvolvido pela RealNetworks destinado à execução de vídeos, músicas e programas de rádio via Internet. Ele reproduz uma série de formatos multimídia, incluindo MP3, MPEG-4, QuickTime, Windows Media e várias versões de codecs RealAudio e RealVideo.
O RealPlayer consiste em aplicativos interativos para Internet que realizam diversas comunicações pela Internet como parte de sua operação normal. Vários recursos de comunicação são automáticos e estão ativados por padrão. Por exemplo, quando o RealPlayer, a Atualização Automática e a Central de Mensagens comunicam-se com os servidores da RealNetworks, o software transmite informações padrão para que seja recebido o software, o conteúdo, as mensagens e as atualizações apropriadas. Isso inclui informações sobre o produto da RealNetworks que tem instalado (incluindo o nome, a versão e o número de build dos produtos), o sistema operacional do usuário, informações sobre sua localidade (incluindo código postal, país e sua preferência de idioma) e informações padrão de comunicação da Internet, incluindo endereço IP, navegador e data.
Depois do login no RealPlayer e na Real durante a instalação, o nome de conta e ID de usuário são enviados em comunicações com os servidores da RealNetworks. Eles são usados para verificar acesso a conteúdo Premium, conteúdo não Premium, serviços, recursos, Atualização Automática, Central de Mensagens e outros serviços personalizados. A RealNetworks poderá associar o nome de conta e o ID de usuário a informações de identificação pessoal para lhe oferecer opções de conteúdo, produtos, serviços e softwares, além de informações relevantes.
É possível apagar as informações de identificação pessoal armazenadas em sua máquina e impedir que o RealPlayer transmita o nome de usuário e o ID para a RealNetworks, fazendo um logout a qualquer momento. Para fazer logout, basta selecionar Ajuda e, em seguida, "Sair da Real".

## História
A primeira versão do RealPlayer foi introduzida em abril de 1995 como RealAudio Player, um dos primeiros executores de mídia capaz de fazer transmissões por streaming sobre a Internet. A versão 4.01 do RealPlayer foi incluída como uma ferramenta da Internet selecionável na instalação do Windows 98. A versão 6 do RealPlayer foi chamada de RealPlayer G2, a versão 9 foi chamada de RealOne Player. O RealPlayer 11 foi lançado para Windows em novembro de 2007, e para Mac OS X em maio 2008. As versões do RealPlayer também estão disponíveis para Linux, Unix, Palm OS, Windows Mobile e Symbian OS. O programa é alimentado por uma base de mecanismo de mídia de código aberto chamado Helix.

## Versões
- O programa possui 2 versões diferentes:
  - RealPlayer
  - RealPlayer Plus.

### RealPlayer
Nesta versão gratuita, o usuário tem acesso as seguintes funções:
- Recursos de vídeo
  - Universal Player (Reproduza os principais tipos de mídia);
  - Funciona com o iTunes (Transfira automaticamente videos de milhares de sites para a biblioteca do iTunes);
  - Vídeo de alta qualidade (Vídeo e áudio em HD ou com qualidade próxima à de um DVD);
  - LivePause e PerfectPlay (Faça pausas, retroceda e avance em clipes de áudio ou vídeo ao vivo durante a reprodução);
  - Browser de mídia incorporado (Browser de mídia incorporado permite que você navegue na Web enquanto reproduz clipes de vídeo ou escuta músicas);
- Recursos de áudio
  - Diversos formatos de áudio (Suporta CD, MP3, WMA, AAC, RealAudio sem perda e muito mais);
  - Som Estéreo 'Surround' (O RealPlayer oferece ainda áudio em 5 canais e um canal de subwoofer dedicado);
  - Formato RealAudio sem perda (O RealAudio sem perda permite gravar CDs com alta qualidade usando apenas metade do espaço em disco necessário no formato de CD de áudio padrão);
  - Visualizações (Com muitas animações coloridas que se movem conforme a batida, imagem e música entram em uma só sintonia).

O programa oferece mais recursos interessantes que podem ser analisados no próprio site do desenvolvedor.

### RealPlayer Plus
A versão paga oferece todos os recursos presentes na versão gratuita e outros recursos exclusivos acrescentados no Plus. Entre eles, estão os principais:
- Gravação de CD avançada;
- Áudio avançado;
- EQ gráfico de 10 bandas;
- Mixagem;
- Gravação de DVDs;
- RealPlayer H.264;
- Download de vídeos.